# زهدي القدرة
زهدي قاسم عبد المجيد القدرة (أبو القاسم؛ 1947 في خان يونس - 8 مارس 2015 في القاهرة) دبلوماسي فلسطيني، شغل منصب سفير فلسطين لدى مصر، ومنصب محافظ محافظة رفح.

## حياته
وُلد القدرة في مدينة خان يونس جنوب قطاع غزة، وتلقى تعليمه المدرسي في مدارسها، وحصل على شهادة الثانوية العامة بتفوق عام 1965.
سافر إلى مصر والتحق بكلية الطب في جامعة أسيوط، ترك الدراسة بعد ثلاث سنوات في عام 1968، ليلتحق بصفوف حركة فتح، ويتفرع للعمل كمفوض في مكتب الإعلام بالقاهرة.
عام 1970 اُنتخب رئيس اتحاد طلبة فلسطين فرع القاهرة، عين أمين سر إقليم جمهورية مصر العربية. عينه الرئيس الراحل الشهيد ياسر عرفات سفيرًا مناوبًا لفلسطين بالقاهرة عام 1980.
في 5 نوفمبر 1994، عُين زهدي القدرة سفير منظمة التحرير الفلسطينية ودولة فلسطين ممثلًا للسلطة الوطنية الفلسطينية لدى مصر.
في 1 أغسطس 1996، عُين محافظًا في وزارة الداخلية الفلسطينية.
في 18 نوفمبر 2000، هدمت جرافات جيش الاحتلال منزله في خان يونس.
في 20 فبراير 2006، عُين محافظًا لمحافظة رفح واستمر في المنصب حتى عام 2014.